# Сан-Джованни-Боско-ин-виа-Тусколана (титулярная диакония)
Титулярная диакония Сан-Джованни-Боско-ин-виа-Тусколана (лат. Titulus Sancti Ioannis Bosco in via Tusculana) — титулярная церковь была создана Папой Павлом VI 5 февраля 1965 года апостольской конституцией Romana haec Sedes. Титулярная диакония принадлежит базилике Сан-Джованни-Боско-ин-виа-Тусколана, расположенной в квартале Рима Дон-Боско, на виа Тусколана, по направлению аэропорта Ченточелле.

## Список кардиналов-дьяконов и кардиналов-священников титулярной диаконии Сан-Джованни-Боско-ин-виа-Тусколана
- Федерико Калори ди Виньяле — (22 февраля 1965 — 10 августа 1971, до смерти);
- Штепан Трохта, S.D.B. — титулярная диакония pro illa vice (5 марта 1973 — 6 апреля 1974, до смерти);
- Болеслав Филипьяк — (24 мая 1976 — 14 октября 1978, до смерти);
- Эгано Риги-Ламбертини — (30 июня 1979 — 26 ноября 1990, назначен кардиналом-священником Санта-Мария-ин-Виа);
- Вирджилио Ноэ — (28 июня 1991 — 26 февраля 2002, назначен кардиналом-священником Регина Апостолорум);
- Стефан Фумио Хамао — (21 октября 2003 — 8 ноября 2007, до смерти);
  - вакансия (2007—2010);
- Робер Сара (20 ноября 2010 — 3 мая 2021), титулярная диакония pro hac vice (3 мая 2021 — по настоящее время).